# Các bản giao hưởng của Mozart bị nghi ngờ giả tạo

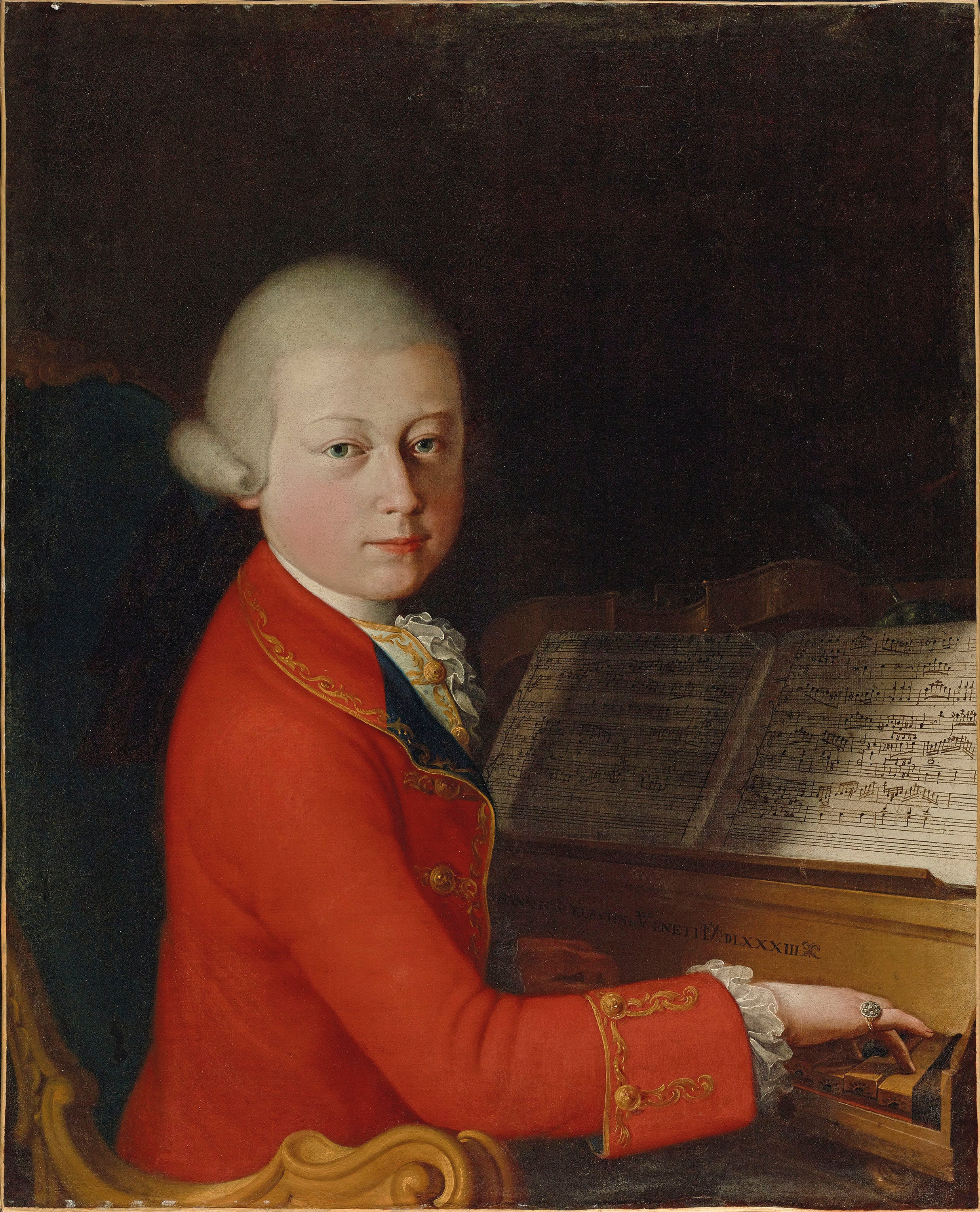
Mozart, tranh vẽ năm 1770 khi 13 tuổi

Danh sách các bản giao hưởng nghi ngờ không phải của Mozart này chứa 39 giao hưởng ban đầu được cho là của Mozart, nhưng đã được chứng minh giả mạo, hoặc là đang tiếp tục được xem xét. Số lượng bản giao hưởng thực sự được viết bởi Mozart chưa được biết chính xác, trong số 41 bản giao hưởng biết đến chính thức thì các bản số 2, 3 và 37  được sáng tác bởi một số nhà soạn nhạc khác, Số 11, đang được các học giả xem xét. Ngoài 41 bản giao hưởng đã biết thì có khoảng hai mươi bản khác xác thực là của Mozart, ngoài ra, có một số lượng lớn tác phẩm chưa xác minh. Một số tác phẩm có thể là chính xác; một số khác không rõ ràng thì lại được cho là rõ ràng bởi các biên tập viên của bản thống kê—tám tác phẩm trong bản danh sách Neue Mozart-Ausgabe (NMA: bản danh sách tái bản của Mozart). Tuy nhiên, một số từ lâu đã được chấp nhận như là tác phẩm của nhà soạn nhạc trong nhiều trường hợp, đã được nhận diện chính xác.
Nhiều vấn đề khó khăn phát sinh từ chỗ một số bản nhạc không có chữ kí của Mozart. Trong một số trường hợp các phần chính của bản nhạc đã hoàn toàn không thể nhận dạng trừ phần mở đầu, thống kê bởi Breitkopf Và Härtel, những người đã xuất bản Alte Mozart-Ausgabe (AMA: bản danh sách tái bản cũ) trong năm 1883. Phương pháp xuất bản và phân phối nhạc phẩm thiếu chính xác của thế kỉ 18 gây nên nhiều hiểu lầm. Bản thống kê bị lỗi do lượng thông tin thiếu sót. Tuy nhiên danh sách bản giao hưởng " giả mạo và nghi ngờ" chưa chắc đã chính xác, nó cũng có thể không còn bị nghi ngờ khi bản nhạc cho thấy phong cách sáng tác đặc trưng của Mozart.

## Lý do của sự sai sót trong phân phối tác giả nhạc phẩm

Các tác phẩm của Leopold Mozart thường được gán nhầm cho con của ông, Wolfgang

Có nhiều lý do cho việc một số bản giao hưởng bị nhầm lẫn là của Mozart:
- Một thói quen của Mozart khi còn trẻ là sao chép một vài phần của các nhạc sĩ khác trong quá trình sáng tác. Những phát hiện về sau, về các bản nhạc chưa biết đến, hoặc một số đoạn nhạc riêng lẻ thì lại được nhanh chóng gán cho ông. Đặc biệt, sự nhầm lẫn này cũng mang lại những tranh cãi về các tác phẩm đầu tiên của Mozart và của Leopold, cha ông; hay giữa ông và một số nhạc sĩ gần gũi với ông như Haydn.
- Trong các buổi biểu diễn của Mozart lúc đã trưởng thành, thường có thêm một vài tác phẩm của các nhạc sĩ trẻ tuổi khác. Sau khi biểu diễn xong, Mozart sẽ đứng ra giới thiệu tác giả thật sự. Nhưng nhiều người không hiểu rõ sẽ cho đó là tác phẩm do sự kết hợp giữa Mozart và nhạc sĩ đó, gây nên sự sai sót sau này.
- Phương pháp xuất bản nhạc phẩm và phân phối tác giả rất lỏng lẻo và thiếu chính xác trong thế kỉ 18, với việc cho lưu hành tự do các bản thảo âm nhạc dẫn đến sự không rõ ràng về tác giả.

Các " phát hiện nhạc phẩm mới " tại địa điểm gắn liền với những chuyến công du, biểu diễn của Mozart đã vội vàng được gán cho ông, chỉ để nhằm mục đích là loại bỏ tác phẩm ấy khi khám phá ra những bằng chứng ngược lại.

## Danh mụcKöchel
Danh mục Köchel, được các học giả hiện đại chấp nhận cho sự niêm yết chính xác các tác phẩm của Mozart, được Ludwing von Köchel xuất bản năm 1862, đã được sửa đổi và cập nhật thêm nhiều lần. Danh mục đầu tiên liệt kê những tác phẩm bị mất mát hay thiếu sót trong phần " Anhang "(phụ lục).Những tác phẩm này được xác định bằng chữ "Anh" thay vì "K" như bình thường. Danh mục mới nhất, xuất bản năm 1964, mở rộng phần phụ lục với các tác phẩm nghi ngờ giả tạo. Trên cơ sở các nghiên cứu gần đây, một số tác phẩm từ phần phụ lục đã được chuyển sang phần chính, nhưng cũng có nhiều tác phẩm bị chuyển sang phần Anhang do nghi ngờ.Tuy nhiên, việc phân bổ tác phẩm giữa phần chính và Anhang trong danh mục Köchel có thể không đáng tin cậy và thiếu chính xác.
| STT | Danh mục gốc | Danh mục mới | Năm           | Tên                                                             | Số phần | Ghi chú |
| --- | ------------ | ------------ | ------------- | --------------------------------------------------------------- | ------- | --- |
| 1   | K15a-ss      | K15a-ss      | 1764          | Bản thảo nhạc cụ phím ở Mi giáng trưởng ("bản giao hưởng số 0") | 4       | Trong vở ghi chép ở London của Mozart có 43 bản thảo âm nhạc từ K15a đến K15ss Từ bốn bản trong số này, học giả nghiên cứu Mozart Neal Zaslaw đã đưa ra giả thuyết về một bản giao hưởng "London" chưa được biết đến của ông.                      |
| 2   | K16b         | Anh.C11.01   | 1765          | Bản giao hưởng ở Đô trưởng                                      | _       | Tác phẩm đến từ London này chỉ tồn tại dưới hình thức phác họa, được tổng hợp bởi Leopold Mozart. |
| 3   | K17          | Anh.C11.02   | 1765?         | Bản giao hưởng ở Si giáng trưởng "số 2"                         | 4       | Bản giao hưởng được cho là có chất lượng thấp và khá vụng về, được dán nhãn "số 2". Giả thuyết hiện tại là nó không phải của Mozart, có thể là một tác phẩm của Leopold.                                                                           |
| 4   | K18          | Anh.A51      | 1764?         | Bản giao hưởng ở Mi giáng trưởng "số 3"                         | 3       | Được dán nhãn "số 3" trong danh mục gốc. Hiện tại đã được xác định là của Carl Friedrich Abel, có thể đã được Mozart sao chép và tái sắp xếp như 1 bài luyện tập.                                                                                  |
| 5   | Anh.220      | K16a         | Chưa xác định | Giao hưởng ở La thứ "Odense"                                    | 3       | Tác phẩm được tìm thấy ở Odense, Đan Mạch năm 1983, buổi trình diễn đầu tiên diễn ra ngày 9/12/1984. Việc kiểm tra và phân tích bản thảo dẫn đến kết luận đó là bản giao hưởng giả mạo, được quản lý bởi nhà sản xuất âm nhạc Hamburg JC Westphal. |
| 6   | Anh.222      | K19b         | 1765?         | Giao hưởng ở Đô trưởng                                          | _       | Tất cả những gì còn lại là 3 khuông nhạc Allegro mở đầu, được nhà thần kinh học Alfred Einstein xác định là một phần của bản giao hưởng đã mất khi Mozart còn ở London.                                                                            |
| 7   | K76          | k42a         | 1767?         | Giao hưởng ở Fa trưởng                                          | 4       | Phần lớn sự thừa nhận là của Mozart, nhưng Zaslaw cho đó là của Leopold Mozart, ngoài ra học giả Cliff Eisen cho đó là thành quả của cả Mozart và Leopold.                                                                                         |
| 8   | Anh.214      | K45b         | 1767?         | Giao hưởng ở Si giáng trưởng                                    | 4       | Tác phẩm bị mất tích cho đến khi một bản sao được tìm thấy ở Berlin năm 1943. Nơi ra đời của nó đang bị tranh cãi (Zaslaw 1767 Salzburg, NMA 1768 Vienna). Mặc dù chữ kí của Mozart chưa được tìm ra, nhưng nó thường được coi là của Mozart.      |
| 9   | Anh.215      | K66c         | 1768?         | Giao hưởng ở Rê trưởng                                          | _       | Một trong ba bản giao hưởng bị mất tích (K66c, d, e), chỉ được biết đến là các bản nháp trong danh mục Breitkof & Härtel. Nó được giả thuyết là tác phẩm chuẩn bị cho chuyến đi Ý của gia đình Leopold năm 1769.                                   |
| 10  | Anh.217      | K66d         | 1768?         | Giao hưởng ở Si giáng trưởng                                    | _       | Xem ghi chú K66c |
| 11  | Anh.218      | K66e         | Chưa xác định | Giao hưởng ở Si giáng trưởng                                    | _       | Xem ghi chú K66c |
| 12  |              |              |               |                                                                 |         | |